# Lummus Park Historic District
Lummus Park Historic District è un quartiere di Miami, nella Contea di Miami-Dade (Florida, Stati Uniti d'America) con una popolazione nel 2010 di 3.027 abitanti.

Il 25 ottobre 2006 è stato inserito nel National Register of Historic Places degli Stati Uniti in quanto ospita alcune delle strutture più antiche di Miami, ancora in ottimo stato di conservazione.

## Geografia
È approssimativamente delimitato dalla NW 4th Street a nord, NW 2nd Street a sud, NW 3rd Avenue ad est ed il Miami River ad ovest. Nella sua parte meridionale ospita il parco cittadino del Lummus Park.

## Storia
La storia del quartiere risale al 1909, quando venne inaugurato Lummus Park, uno dei primi parchi della città di Miami. Il terreno sul quale è stato realizzato il parco apparteneva alla Model Land Company, la società di real estate di Henry Flagler. La realizzazione del parco fece da catalizzatore per lo sviluppo dell'area, tanto che la maggior parte degli edifici inclusi nel distretto risultano costruiti prima del 1926. Lummus Park, quindi, rappresenta un esempio dello sviluppo di Miami prima del boom edilizio della Florida negli anni 1920.
Gli edifici esistenti, come lo Scottish Rite Temple, sono rappresentativi della crescita iniziale di Miami, con le aree vicino all'acqua ed a Downtown che si svilupparono per prime. Il distretto è anche significativo in quanto uno degli ultimi edifici residenziali rimasti in prossimità del centro cittadino, anche se negli anni è rimasto separato dal resto della città dalla costruzione della Interstate 95 ad est del quartiere e di nuovi edifici nei quartieri adiacenti.

## Monumenti e luoghi d'interesse
Il quartiere ha una varietà di stili, che vanno dal mediterranean revival al vernacolare in legno ed in muratura. Tra gli edifici storici presenti nel quartiere spiccano Fort Dallas e la William Wagner House, entrambi spostate nel parco per salvarli dalla demolizione. Lo sforzo negli anni 1920 per salvare queste strutture rappresenta il primo esempio di conservazione che, per una città vecchia di soli 30 anni, è un esempio di impegno civico.
Fort Dallas, rappresenta uno dei primi esempi rimasti di costruzione in pietra e l'unica struttura rimasta della scomparsa base militare. William Wagner House, invece, è stata spostata nella sua posizione attuale nel 1979; è la casa di uno dei pionieri della città e rappresenta un esempio di strutture in legno dell'area.
Vicini al parco si trovano poi lo Scottish Rite Temple, costruito nel 1924, e la Trinity CME Church.

## Infrastrutture e trasporti
Lummus Park è servito da linee di Metrobus, mentre la stazione Metrorail più vicina è Government Center (tra NW 1st Street e NW 1st Avenue)

## Galleria d'immagini

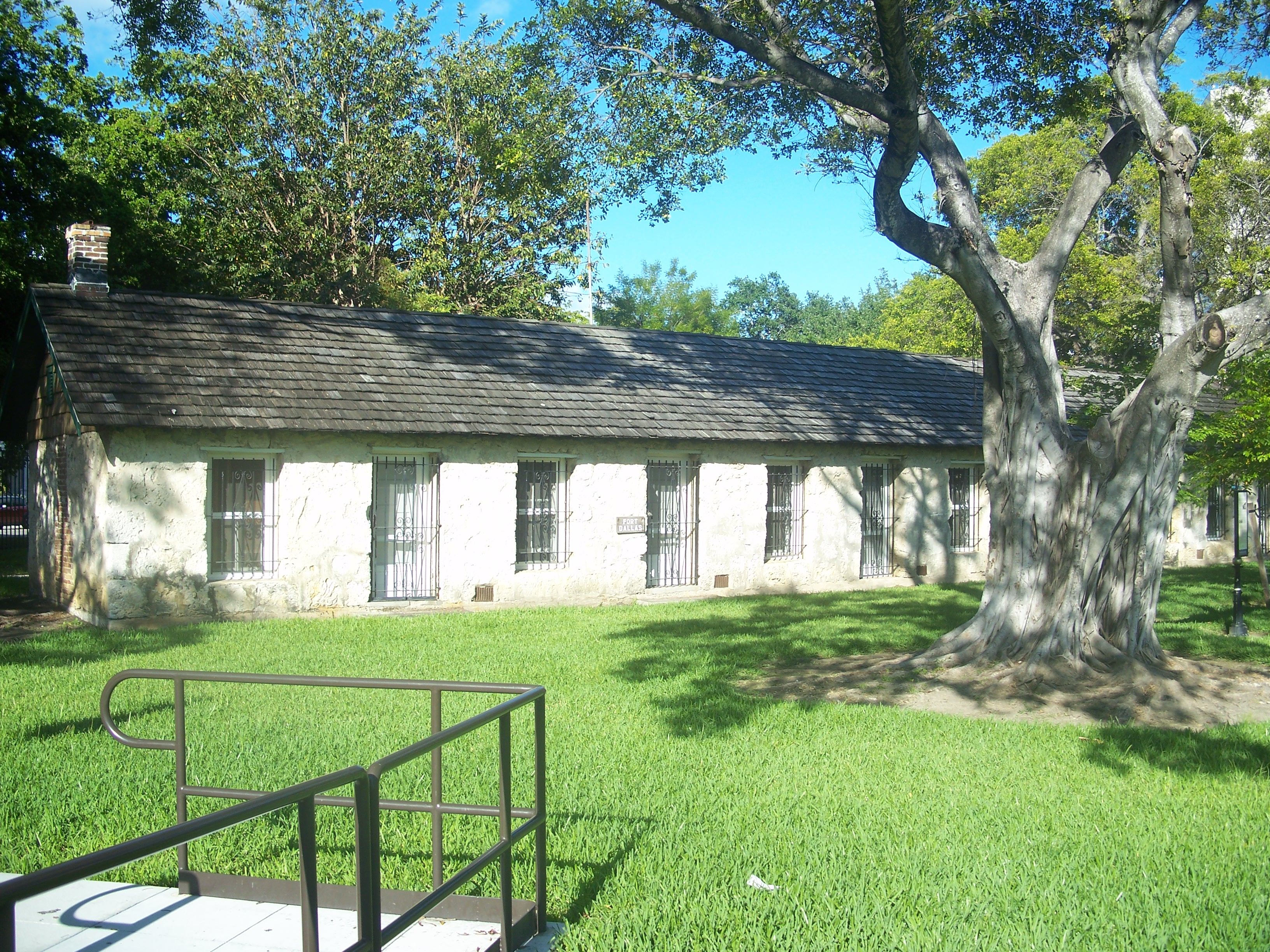
Fort Dallas
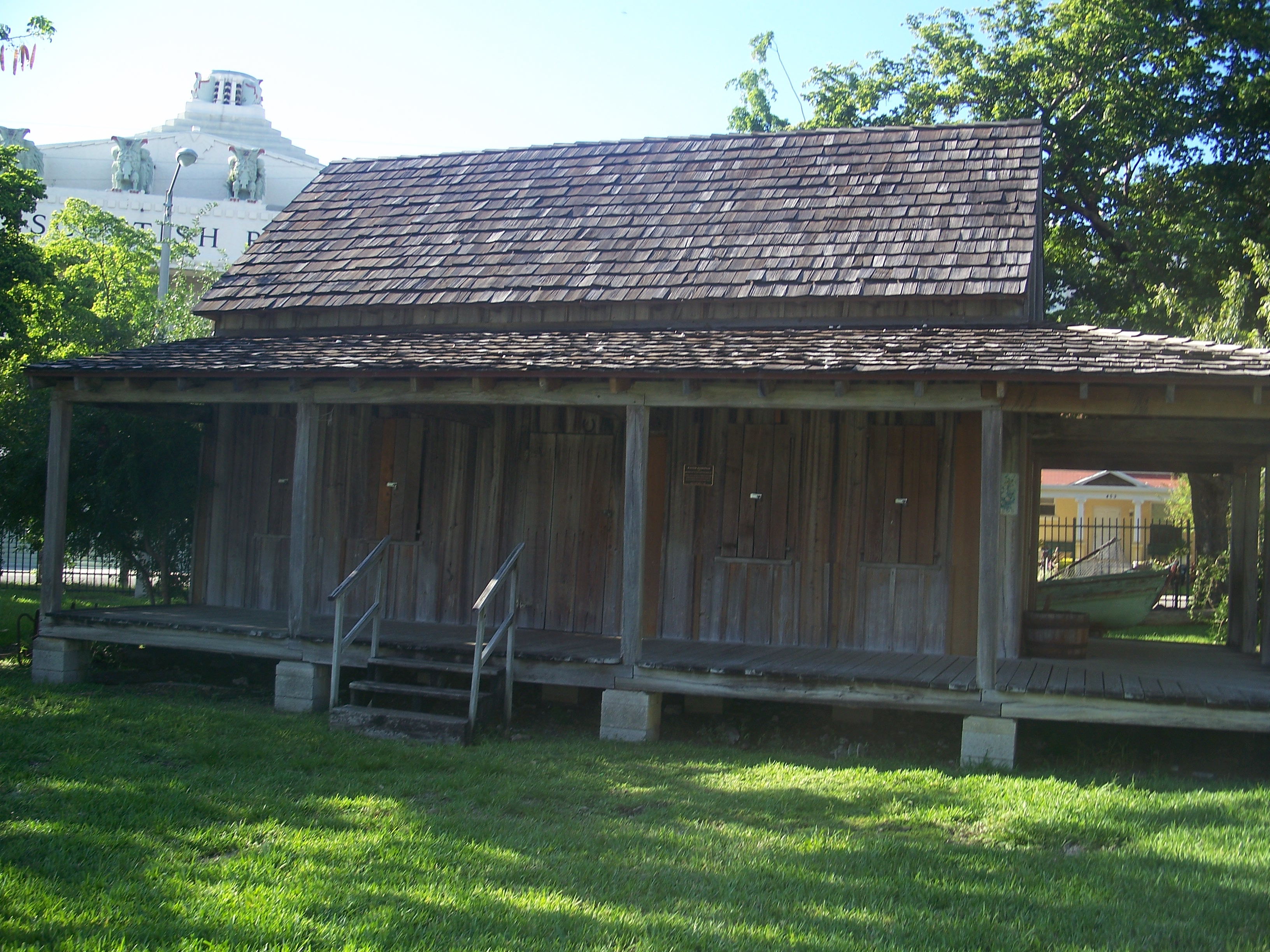
Wagner Homestead
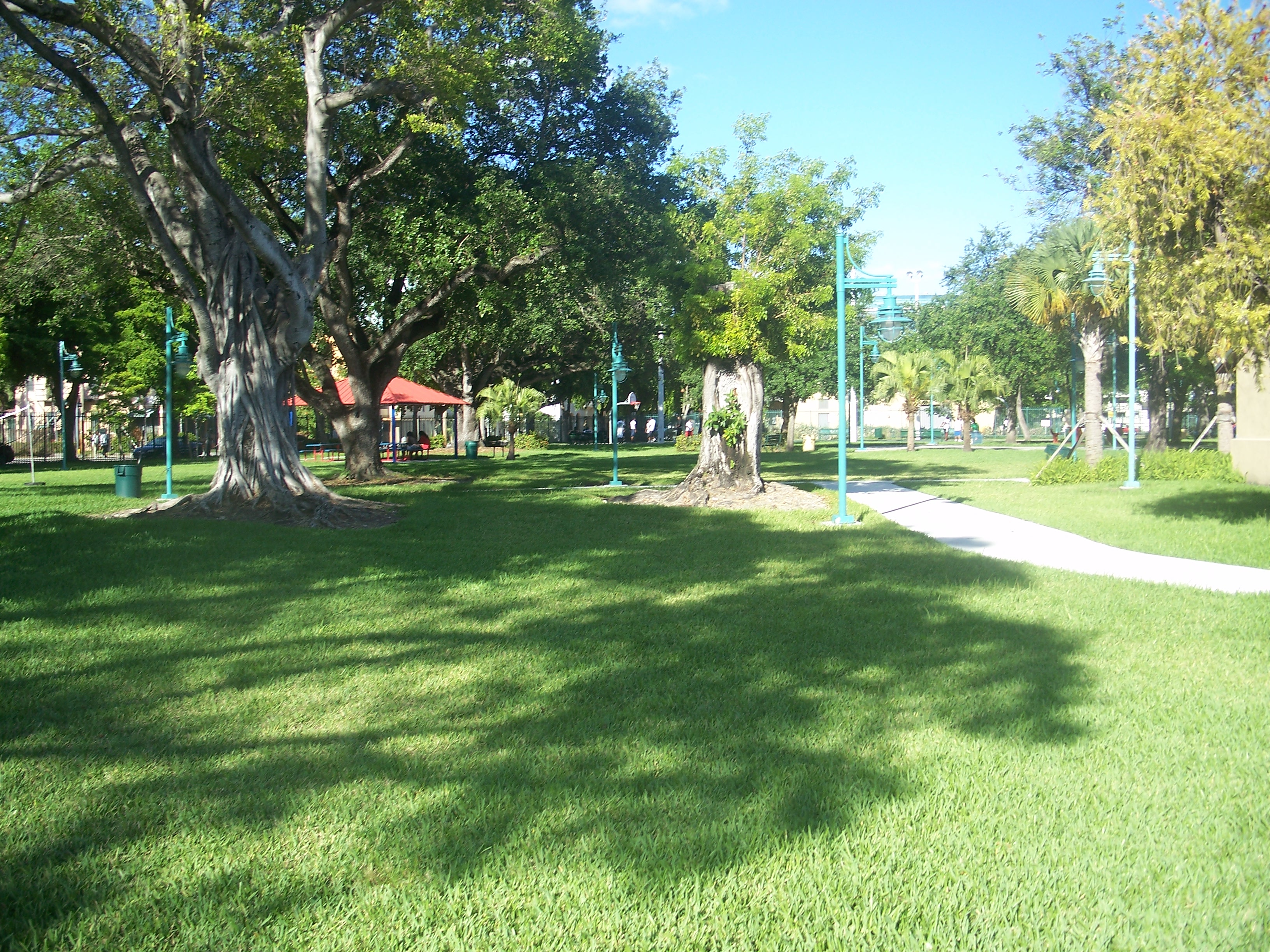
Lummus Park
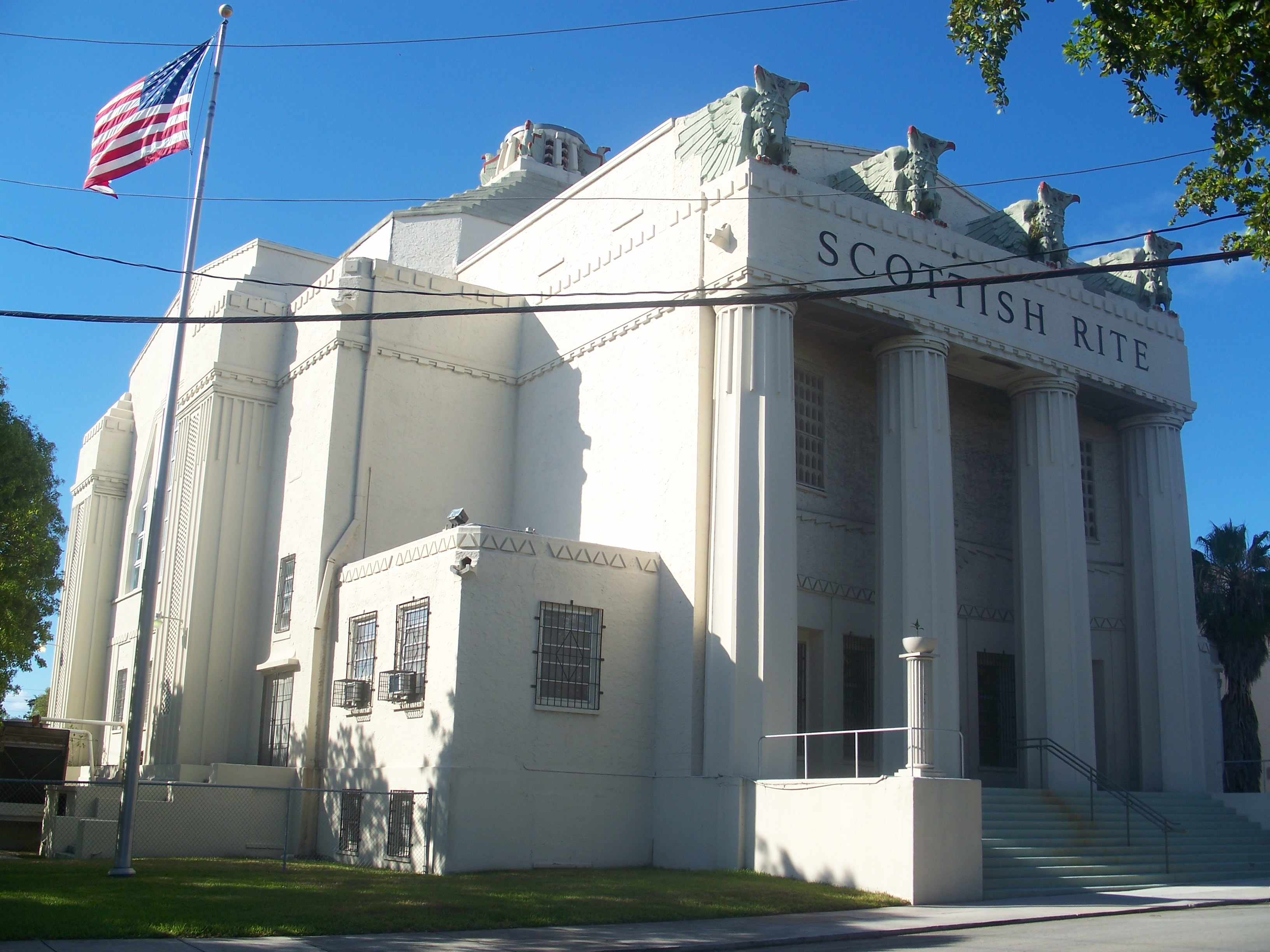
Scottish Rite Temple